# Hot Road (film)
Pour plus de détails, voir Fiche technique et Distribution.
Hot Road (ホットロード) est un film japonais réalisé par Takahiro Miki, sorti en 2014.

## Synopsis
Kazuki Miyaichi est une adolescente de 14 ans qui vit seule avec sa mère depuis la mort de son père. Un jour, sa meilleure amie l'invite à passer la soirée avec les membres d'un bōsōzoku. Kazuki rencontre Hiroshi Haruyama, un jeune homme de 16 ans, membre du gang des Nights.

## Fiche technique
- Titre : Hot Road
- Titre original : ホットロード
- Réalisation : Takahiro Miki
- Scénario : Tomoko Yoshida d'après le manga Hot Road de Taku Tsumugi
- Musique : Mio-Sotido
- Photographie : Kosuke Yamada
- Montage : Naoya Bando
- Production : Tomohiro Abe (supervision)
- Société de production : Chukyo TV Broadcasting Company, Fukuoka Broadcasting System, Hiroshima Telecasting, LesPros Entertainment, Miyagi Television Broadcasting, Nippon Television Network, Sapporo Television Broadcasting Company, Shizuoka Daiichi Television, Shōchiku, Shueisha, Video Audio Project et Yomiuri Telecasting Corporation
- Pays :  Japon
- Genre : Drame et romance
- Durée : 119 minutes
- Dates de sortie : 
  -  Japon : 16 août 2014

## Distribution
- Rena Nōnen : Kazuki Miyaichi
- Hiroomi Tosaka : Hiroshi Haruyama
- Yoshino Kimura : la mère de Kazuki
- Rina Ōta : Hiroko
- Ryōhei Suzuki : Tōru Tamami
- Kōichi Takamatsu
- Seika Taketomi

## Distinctions
Le film a été nommé pour l'Asian Film Award du meilleur espoir masculin pour Hiroomi Tosaka et aux Japan Academy Prizes du meilleur espoir féminin pour Rena Nōnen et du meilleur espoir masculin pour Hiroomi Tosaka.